# Rose Loga
Rose Loga (París, 27 de febrero de 2002) es un deportista francesa que compite en atletismo. Ganó una medalla de bronce en el Campeonato Europeo de Atletismo de 2024, en la prueba de lanzamiento de martillo.

## Palmarés internacional
| Campeonato Europeo | Campeonato Europeo | Campeonato Europeo | Campeonato Europeo |
| Año                | Lugar              | Medalla            | Prueba             |
| ------------------ | ------------------ | ------------------ | ------------------ |
| 2024               | Roma (Italia)      | Medalla de bronce  | Martillo           |